# خوان خوسه خراردی کونه‌درا
خوان خوسه خراردی کونه‌درا (اسپانیایی: Juan José Gerardi Conedera‎; زاده ۲۷ دسامبر ۱۹۲۲ – درگذشته ۲۶ آوریل ۱۹۹۸) اسقف کلیسای کاتولیک و فعال حقوق بشر اهل گواتمالا بود. وی در زمان جنگ داخلی گواتمالا در منزلش به شدت ضرب و جرح شد که منجر به مرگ وی شد. وی به مدت مدیدی در حیطه مردم بومی مایای ساکن این کشور فعالیت می‌کرد.